# Uwe Dierks
Uwe Dierks (* 21. Juli 1961 in Nordhorn, Niedersachsen) ist ein deutscher Filmproduzent und Unternehmer.

## Leben
Dierks begann nach einer Ausbildung zum Buchhändler ein Studium der Germanistik und Skandinavistik an der Freien Universität Berlin und der Universität Köln. Anschließend startete er 1989 seine Karriere im Film- und Fernsehgeschäft als persönlicher Assistent von Alfred Biolek bei der Kölner TV-Produktionsfirma Pro-GmbH, wo er als Programmentwickler sowie Chef vom Dienst für die Sendung Boulevard Bio zuständig war. 1993 wechselte er zu RTL Television nach Köln, wo er als Programmentwickler für diverse Fernsehformate verantwortlich war, wie beispielsweise Die Camper, Is' was Trainer oder Corinna.
Im Jahr 1995 wurde er Geschäftsführer der mea culpa GmbH in Berlin, die unter anderem das Aufklärungsmagazin Liebe Sünde für ProSieben produzierte. Gemeinsam mit Thomas Grube gründete er 1997 die auf Dokumentar- und Musikfilme spezialisierte Firma grube&dierks. Zwei Jahre später gründeten Dierks und Grube gemeinsam mit der Journalistin Andrea Thilo die Produktionsfirma BoomtownMedia GmbH & Co. KG in Berlin, bei der Dierks seitdem als Geschäftsführer und als Produzent tätig ist.

## Filmografie
- 1999: Mein Leben in der Soap, Dokumentarfilm
- 2000: Warschau Express, Dokumentarfilm, Nominierung Deutscher Fernsehpreis
- 2000: Jewish Museum Berlin – The Empty Liebeskind Building, Ausstellungsfilm, Jüdisches Museum Berlin
- 2001: Mit Beckett im Knast, Dokumentarfilm
- 2001: Sarah Wiener, Dokumentation
- 2001: Dies ist ein Banküberfall!, Dokumentation
- 2001: The Recording of Verdi’s Falstaff, Musikfilm
- 2001: The Recording of Placido Domingo, Musikfilm
- 2001: The Recording of Anne Sophie Mutter, Musikfilm
- 2002: Karl Weschke – Mythos eines Lebens, Dokumentarfilm
- 2002: Frühstück, Kinokurzfilm
- 2003: Elements of Mine, Tanzfilm
- 2003: Harksen oder die große Gier, Dokumentation
- 2003: Die Perlen von Luckau, Dokumentation
- 2004: Lebenslust und Lampenfieber, Dokumentation
- 2004: Rhythm Is It!, Kinodokumentarfilm, u. a. Deutscher Filmpreis
- 2004: Berliner Philharmoniker – Dance Series I: Rhythm Is It!, Tanzfilm
- 2004: Berliner Philharmoniker – Dance Series II: Daphnis Et Chloé, Tanzfilm
- 2005: Berliner Philharmoniker – Dance Series III: Feuervogel, Tanzfilm
- 2005: Die Schule brennt!, Dokumentation
- 2005: Masters of Performance, Dokumentarfilm
- 2006: Berliner Philharmoniker – Dance Series IV: Carmina Burana, Tanzfilm
- 2006: Carmina Berlina, Dokumentation
- 2006: Surrogate Cities, Dokumentation
- 2007: About Phoebe Washburn, Ausstellungsfilm, Deutsche Guggenheim
- 2008: Trip to Asia – Die Suche nach dem Einklang, Kinodokumentarfilm, u. a. ECHO Klassik
- 2008: The Veil of the Temple – A Noctural Adventure, Musikfilm
- 2009: Porgy and Me – In the World of Porgy & Me, Kinodokumentarfilm
- 2010: Friedensschlag – Das Jahr der Entscheidung, Kinodokumentarfilm
- 2010: Wann kommst Du?, Kurzfilm
- 2011: Drei wollen siegen, Dokumentarfilm
- 2011: Lang Lang – The Art of Being a Virtuose, Dokumentarfilm
- 2011: Lang Lang – Liszt Now, Musikfilm
- 2011: Der Aidskrieg, Dokumentation
- 2012: Cinema Jenin – Die Geschichte eines Traums, Kinodokumentarfilm
- 2014: Cameron Carpenter – The Sound of my Life, Dokumentarfilm
- 2016: Experiment 150, Kinodokumentarfilm
- 2018: Public Domain – Der Film, Dokumentarfilm

## Ausstellungen
- 2010: Gruppenausstellung: Der offene Garten im Kunstverein Grafschaft Bentheim in Neuenhaus

## Auszeichnungen
- 2000: Nominierung für den Deutschen Fernsehpreis für Warschauexpress
- 2005: Deutscher Filmpreis für Rhythm Is It!